# Livre

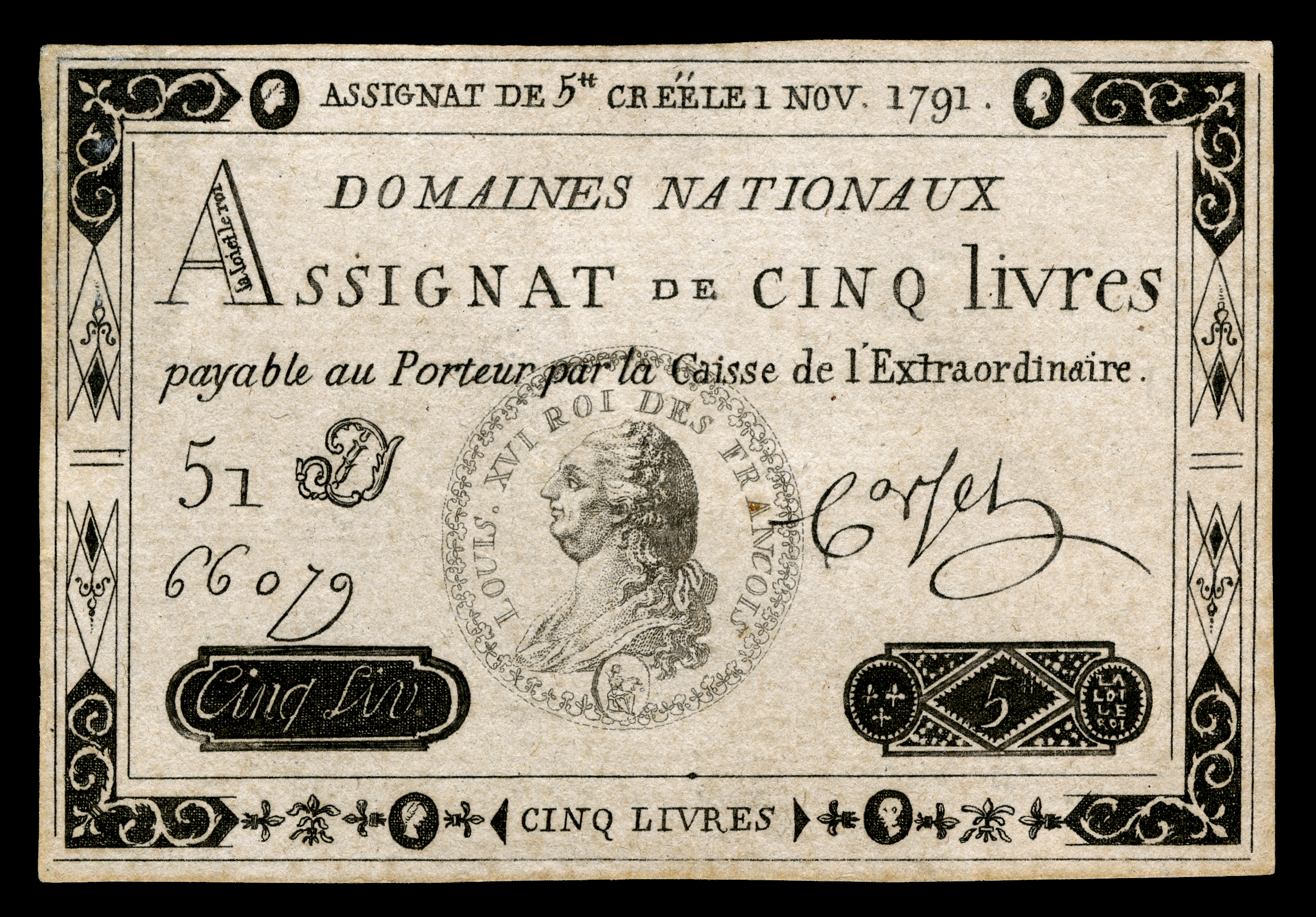
Domaines Nationaux - 5 Livres (1791)

La Livre (česky livra) byla francouzská měna a početní jednotka, používaná od 9. století až do roku 1795.

## Hodnota
Livra se rovnala 20 sous nebo 240 denierů. Zprvu byla známa jako pařížská libra, jež byla opuštěna ve 13. století. Mezitím se ujala tourská libra. Časem se pak livra stala názvem pro měnu, jež se objevila v 18. století také ve formě bankovek. Jako měna byla livra používána do roku 1795, kdy byla nahrazena frankem.